# Гаїті на Чемпіонаті світу з водних видів спорту 2015
Гаїті взяла участь у Чемпіонаті світу з водних видів спорту 2015, який пройшов у Казані (Росія) від 24 липня до 9 серпня.

## Плавання
Гаїтійські плавці виконали кваліфікаційні нормативи в дисциплінах, які наведено в таблиці (не більш як 2 плавці на одну дисципліну за часом нормативу A, і не більш як 1 плавець на одну дисципліну за часом нормативу B):
Чоловіки
| Спортсмен        | Дисципліна           | Попередній заплив | Попередній заплив | Півфінал        | Півфінал        | Фінал           | Фінал           |
| Спортсмен        | Дисципліна           | Час               | Місце             | Час             | Місце           | Час             | Місце           |
| ---------------- | -------------------- | ----------------- | ----------------- | --------------- | --------------- | --------------- | --------------- |
| Франц Дорсенвіль | 50 м вільним стилем  | 31.93             | 112               | Завершив виступ | Завершив виступ | Завершив виступ | Завершив виступ |
| Фенель Ламур     | 100 м вільним стилем | DNS               | DNS               | Завершив виступ | Завершив виступ | Завершив виступ | Завершив виступ |